# Harri Viitanen
Harri Viitanen, född 27 december 1954 i Etseri, död 19 maj 2025, var en finländsk organist och tonsättare. 
Viitanen var elev till Einojuhani Rautavaara, Tauno Äikää och Tristan Murail. Han är lärare vid Sibelius-Akademin i komposition, orgelspel samt -improvisation och verkar som organist i Helsingfors domkyrkoförsamling. Han har en egensinnig tonsättarröst och förenar i sin övervägande sakrala produktion på ett personligt sätt avantgardistiska och traditionella element. Han har komponerat bland annat orgelkonserten Firmamentum (1988), talrika orgel- och vokalverk samt elektroakustiska verk.